# Villa Mailín
Villa Mailín es una localidad argentina ubicada en el departamento Avellaneda de la provincia de Santiago del Estero. Se encuentra sobre la ruta provincial 159, la cual es su principal vía de comunicación vinculándola al este con Herrera y al oeste con Villa Atamisqui.
En mayo se celebra la Fiesta del Señor de los Milagros, una de las fiestas católicas más importantes del país, con un caudal de fieles que ronda las 300 mil personas. Este caudal genera un importantísimo movimiento económico para sus pobladores.
Estas tierras se consideraban fiscales hacia fines del siglo XIX, hasta que el Gobernador Absalón Ibarra las cede a Manuel Taboada y este a su hermano en 1867; en 1882 José de la Cruz Herrera adquiere las tierras, comenzando un complejo proceso donde todo el poblado quedó bajo propiedad de la familia Herrera, que a su vez concentraba el poder político y económico. En 1939 el obispado adquirió 55 hectáreas para la protección del Santuario del Mailín, donde comenzaron a instalarse pobladores.

## Población
Cuenta con 1,061 habitantes (Indec, 2010), lo que representa un marcado incremento del 63,5% frente a los 649 habitantes (Indec, 2001) del censo anterior.
| Gráfica de evolución demográfica de Villa Mailín entre 1991 y 2010 |
|                                                                    |
| Fuente: Censos nacionales del INDEC                                |